# 蓄熱室
蓄熱室，是玻璃熔窯中的餘熱回收設備, 通常分布在熔窯的兩側，將熱量儲存於其中，並且達到高溫。它的結構包含格子體、底煙道等。蓄熱室的使用，有助於提高火焰的燃燒溫度、節省燃料及提高熔窯的熱效率。
蓄熱室格子體取決於窯的熔化面積，需要預熱的空氣量和良好的預熱溫度。若預熱的空氣量頗大、預熱溫度高，則必須要有大的格子體容積和受熱表面才能保證助燃空氣達到較高的預熱能力。
大容量的蓄熱室不僅增大了蓄熱室的受熱表面，且由於格子磚的熱容量增加，還可以減少換向期間預熱空氣度的波動，使燃燒溫度更稳定。當蓄熱室的受熱表面加大後使空氣獲得的熱量增加，尤其加高格子體的高度來增加容積時，空氣上升的壓力增大 使氣流在格子體中分布相對均勻，提高了格子體的使用效率，也提高了空氣的預熱溫度。但空氣預熱溫度提高不與格子體的表面及格子體的高度成正比關係，因為當將格子體增加太大時，蓄熱室的熱損失會增加，使空氣預熱效果變得反而不明顯。